# Miroslav Vacek (1967)
Miroslav Vacek (* 26. srpna 1967) je bývalý český fotbalista.

## Fotbalová kariéra
V české lize hrál za Bohemians Praha. Nastoupil v 11 ligových utkáních.

## Ligová bilance
| Ročník                          | Zápasy | Góly | Klub           |
| ------------------------------- | ------ | ---- | -------------- |
| 1. česká fotbalová liga 1994/95 | 11     | 0    | Bohemians 1905 |
| CELKEM                          | 11     | 0    |                |